# Веллінгтон (Мен)
Веллінгтон (англ. Wellington) — місто (англ. town) в США, в окрузі Піскатаквіс штату Мен. Населення — 229 осіб (2020).

## Демографія
Згідно з переписом 2010 року, у місті мешкало 260 осіб у 124 домогосподарствах у складі 82 родин. Було 278 помешкань
Расовий склад населення:
| - 97,3 % — білих - 1,9 % — вихідців з тихоокеанських островів |

До двох чи більше рас належало 0,8 %. Частка іспаномовних становила 0,0 % від усіх жителів.
За віковим діапазоном населення розподілялося таким чином: 15,4 % — особи молодші 18 років, 60,8 % — особи у віці 18—64 років, 23,8 % — особи у віці 65 років та старші. Медіана віку мешканця становила 50,3 року. На 100 осіб жіночої статі у місті припадало 100,0 чоловіків;  на 100 жінок у віці від 18 років та старших — 100,0 чоловіків також старших 18 років.
Середній дохід на одне домашнє господарство  становив 43 004 долари США (медіана — 25 250), а середній дохід на одну сім'ю — 63 335 доларів (медіана — 38 750). Медіана доходів становила 30 000 доларів для чоловіків та 31 250 доларів для жінок. За межею бідності перебувало 22,4 % осіб, у тому числі 10,5 % дітей у віці до 18 років та 32,8 % осіб у віці 65 років та старших.
Цивільне працевлаштоване населення становило 62 особи. Основні галузі зайнятості: сільське господарство, лісництво, риболовля — 25,8 %, освіта, охорона здоров'я та соціальна допомога — 21,0 %, будівництво — 16,1 %, виробництво — 11,3 %.